# The Dream Team (videogioco)
The Dream Team è una raccolta di videogiochi pubblicata nel 1992-1993 per i computer Amiga, Amstrad CPC, Atari ST, Commodore 64, MS-DOS e ZX Spectrum dalla Ocean Software. Contiene tre precedenti successi della Ocean del 1991, senza correlazioni tra loro.

## Videogiochi
I giochi contenuti sono gli stessi in tutte le versioni:
- The Simpsons: Bart vs. the Space Mutants (1991)
- Terminator 2: Judgment Day (1991)
- WWF WrestleMania (1991)

## Accoglienza
La raccolta ricevette giudizi variabili dalla stampa europea.
Nei casi migliori la versione ZX Spectrum ottenne un titolo di "SU Gold" (voto 91%) da Sinclair User, la versione Commodore 64 un 90% da Commodore Format e la versione Amstrad CPC un 85% da Amstrad Cent Pour Cent.
Diverse altre riviste diedero giudizi medio-buoni con eventuali voti intorno al 70%.
Fu ritenuta invece mediocre da Amiga Power (51%), Power Play ("per fan", Amiga/DOS), Commodore Force (54% C64); quest'ultima riteneva buoni o sufficienti i giochi, ma notava come costasse meno comprarli tutti singolarmente in edizione economica.
Spesso Bart vs. the Space Mutants venne considerato il gioco migliore del trio.